# La historia del emperador Carlomagno y de los doce pares de Francia
La historia del emperador Carlomagno y de los doce pares de Francia es un libro de caballerías, originalmente escrito en francés y cuya traducción al castellano, publicada en Sevilla en 1521, tuvo un notable éxito editorial. Entre otras muchas reimpresiones cabe mencionar las de Sevilla (1525, 1528, 1534, 1547, 1548, 1549, 1650), Alcalá de Henares (1570), Lisboa (1613, 1728, 1800), Huesca (1641), Cuenca (sin año), Barcelona (1696, 1708 y otras), Coímbra (1732) y Madrid (1744). 
La obra, que se dice traducida por Nicolás de Piamonte, o Piemonte de acuerdo a las primeras dos ediciones, consta de un prólogo y setenta y seis capítulos, distribuidos en una parte introductoria y tres partes más, todos de muy corta extensión. Según el prólogo, el texto se tradujo al francés de una crónica escrita en latín por el Arzobispo Turpín, supuesto contemporáneo de Carlomagno, un poema épico francés y un libro llamado Espejo historial.

## Argumento
Con una referencia a los orígenes de los reyes francos y su conversión al cristianismo. La primera parte propiamente dicha relata el ascenso de Pipino el Breve al trono, brinda diversos datos biográficos de su hijo Carlomagno y enumera a sus principales caballeros, entre los cuales destacaban los llamados doce pares de Francia.
La segunda parte, que es puramente ficticia, relata el enfrentamiento bélico de Carlomagno con un ejército pagano dirigido por el almirante Balán y su hijo Fierabrás, rey de Alejandría, quien es vencido en combate por Oliveros, uno de los paladines de la corte carolingia, y posteriormente se bautiza. Sin embargo, Oliveros y otros cuatro caballeros caen prisioneros del almirante Balán y encerrados en una torre, donde los visita la bella Floripes, hermana de Fierabrás. La joven, enamorada de un caballero de la corte carolingia llamado Guy de Borgoña, los ayuda a escapar de su prisión y les da refugio en sus aposentos. Por su parte, Carlomagno envía a siete de los doce pares de Francia, encabezados por su sobrino Roldán, a negociar con el almirante Balán sobre la libertad de los prisioneros, pero el pagano ordena encarcelarlos con los otros. Floripes logra que le sean entregados los nuevos cautivos, entre los que figura Guy de Borgoña, y los reúne con los otros cinco. Al descubrirse lo ocurrido, los doce se enfrentan con los paganos, y después de muchas incidencias, logran enviar a uno de ellos, Ricarte de Normandía, a dar aviso a Carlomagno de la situación en que se hallan. Finalmente, los ejércitos del Emperador logran vencer al almirante, que se niega a bautizarse y es ejecutado, mientras Floripes se casa con Guy de Borgoña.
La tercera parte del libro, que mezcla elementos históricos y ficticios, narra la entrada de Carlomagno en España, después de habérsele aparecido el Apóstol Santiago, y los combates que tuvo con los paganos, especialmente con el rey moro Aigolante y los reyes de Sevilla y Córdoba, así como el enfrentamiento de Roldán con el gigante Ferragús, que muere a sus manos. También se refieren en esta parte la traición de Ganalón y la emboscada de Roncesvalles, donde perecen Roldán, Oliveros y otros de los doce pares. La obra concluye con el regreso de Carlomagno a Francia, su partida para Alemania y su muerte en Aquisgrán.

## Influencia en elQuijote
Aunque no es mencionado expresamente con su título en el Quijote, este libro fue sin duda leído por el caballero de la Mancha, ya que éste hace varias veces referencias a los doce pares de Francia, atribuye a Fierabrás la confección de un bálsamo mágico para curar heridas y también hace mención de la obra del Arzobispo Turpín, aunque dándole el disparatado título de Cosmografía.

## Continuaciones
La historia del emperador Carlomagno y de los doce pares de Francia fue objeto de dos continuaciones distintas en portugués, ambas publicadas en el siglo XVIII: la Segunda parte da Historia do Imperador Carlos-Magno e dos doce Pares de França, del médico militar Jerónimo Moreira de Carvalho, publicada en Lisboa en 1737 y reimpresa en 1784 y 1799, y la Historia nova do Emperador Carlos Magno, e dos doce pares de França de José Alberto Rodrigues, impresa en Lisboa en 1742. En realidad, ninguno de estos dos libros es una continuación en sentido estricto de la obra traducida por Nicolás de Piamonte, porque ésta concluye con la muerte de Carlomagno, mientras que tanto en la obra de Moreira de Carvalho como en la de Rodrigues, el Emperador desempeña un destacado papel.
A su vez, la Segunda parte de Moreira de Carvalho fue proseguida por el presbítero Alexandre Caetano Gomes Flaviense en una obra denominada Verdadeira terceira parte da historia de Carlos-Magno, impresa en Lisboa en 1745, que en sus primeras páginas refiere la historia legendaria de España y después se dedica narrar las fabulosas hazañas de Bernardo del Carpio, hijo extramatrimonial de la infanta Jimena de León y de Sancho, conde de Saldaña, al que se atribuye el vencimiento de Roldán y sus compañeros en los Pirineos y una variada serie de aventuras caballerescas, y que después de haber conquistado Cataluña a los moros, ingresa como monje a un monasterio de Aguilar de Campoo.
- Datos: Q5966958